# Sol de Poniente
Els edificis Sol de Poniente són dos gratacels de 33 i 28 plantes situades a Benidorm (Marina Baixa), de 112 metres i 93 metres d'altura. Sol de Poniente 2 és la més alta del conjunt, amb 5 plantes més, si bé a la llunyania semblen quasi bessones, a causa que la seua germana està situada en un promontori.
Posseeixen 180 graus de vistes en tenir una façana semicircular, realitzada en pedra arenosa. La part posterior, com és habitual a Benidorm, dona al nord. Les dues torres se situen a 300 metres de la Platja de Ponent, a la Via Parc, i els apartaments són de 1, 2 o 3 dormitoris.
Cadascuna de les plantes té set apartaments, quatre d'un dormitori, dos de dos dormitoris i un de tres dormitoris. Aquests estan organitzats de manera que tots els salons tenen vistes a la mar, les terrasses sobreïxen del nucli de l'edifici i amb la diferent orientació s'aconsegueix més privacitat.

## Galeria

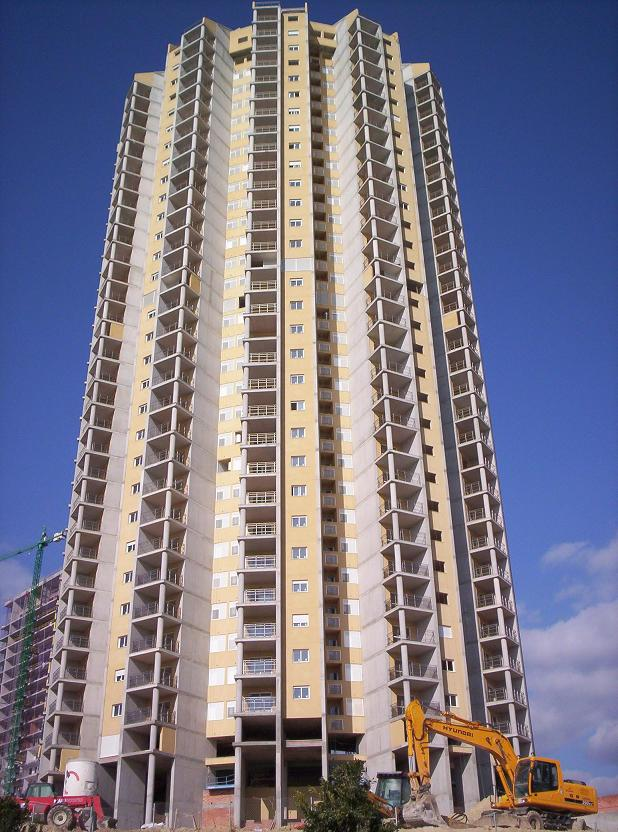
Part davantera
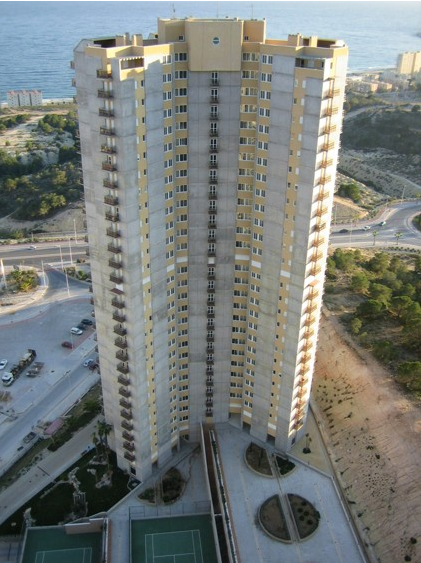
Façana posterior
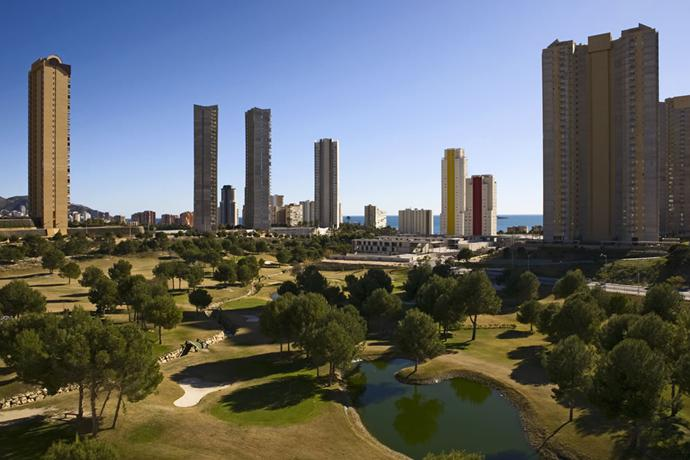
Voltants
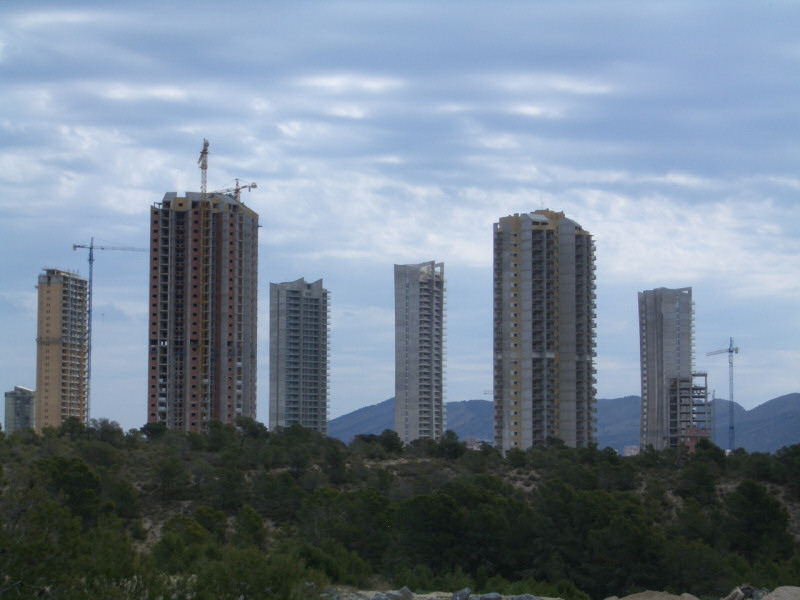
En construcció